# Lnička setá

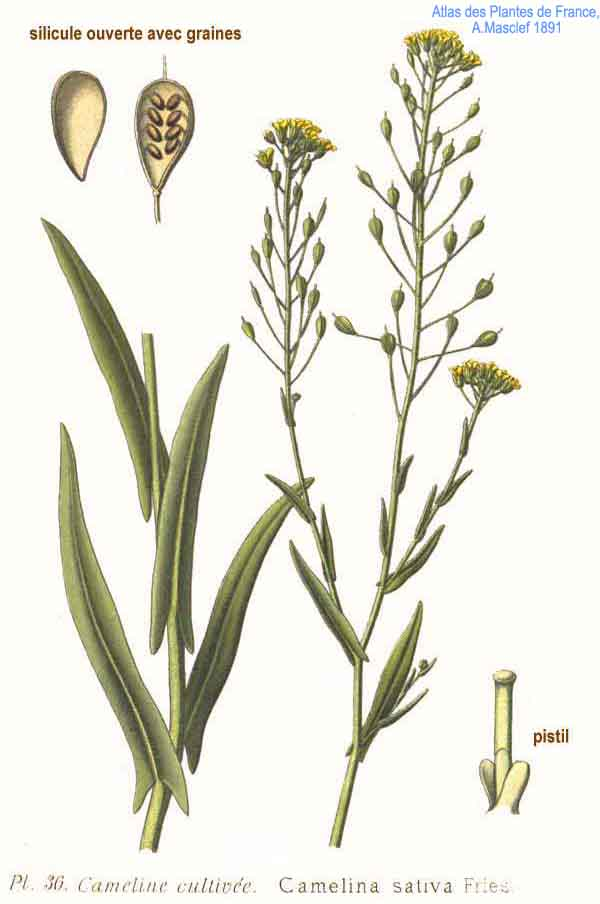
Nákres lničky seté

Lnička setá (Camelina sativa) je vysoká, jednoletá, v počátku léta žlutě rozkvétající bylina, druh rodu lnička.

## Rozšíření
Starobylá rostlina, pochází z jihovýchodní Evropy, Přední Asie a severozápadní Afriky. Postupně se rozšířila až na Sibiř a do Číny a téměř po celé Evropě (vyjma jihozápadu), v novověku byla zavlečena do Severní a Jižní Ameriky.

## Popis
Jednoletá nebo ozimá bylina dorůstající do výše 60 až 120 cm. Z kůlovitého kořene i přes 1 cm tlustého, s četnými postranními kořínky uloženými plytce pod povrchem, vyrůstá přímá, zaobleně hranatá, lysá nebo chlupatá lodyha. Bývá bohatě větvená, v řídkém porostu se začíná větvit již od spodu a při hustém až ve 2/3 výšce lodyhy. Listy mají čepele uprostřed řídce a po okrajích hustě chlupaté. Dolní listy v růžici jsou dlouze řapíkaté a tvarově značně proměnlivé, v době kvetení již bývají zaschlé. Lodyžní listy, dlouhé 2 až 7 cm a široké 0,2 až 1 cm, jsou přisedlé s objímavou šípovitou bázi a s oušky, čepele mají kopinaté až úzce podlouhlé, celokrajné nebo řídce zubaté.
Oboupohlavné čtyřčetné květy vyrůstající na dlouhých, šikmo odstálých stopkách jsou sestaveny do květenství prodlužujícího se hroznu, ten se skládá s 20 až 40 květů a může dosáhnout délky i 35 cm. Podlouhlé kališní lístky dlouhé 2 až 3 mm mají úzký bílý lem. Žluté nebo světložluté korunní lístky jsou dlouhé 4 až 6 mm a široké 1 až 1,5 mm. Kvete od května do června. Druh je hmyzosnubný, pyl přenášejí hlavně včely. Ploidie je 2n = 40.
Plody jsou pukavé, široce obvejčité až hruškovité, nafouklé šešule bez čnící čnělky, které bývají dlouhé 6 až 10 mm a široké 3,5 až 5 mm. Vyrůstají na odstálých stopkách, často obloukovitě ohnutých. Chlopně zralých šešulí jsou tvrdé, vypouklé, se střední žilkou a síťovitou žilnatinou na povrchu. Šešule obsahují ve dvou řadách uložená drobná (1,5 až 2 mm dlouhá) elipsoidní oranžově žlutá semena bez endospermu. HTS se pohybuje mezi 1 až 2 gramy.

## Ekologie
Počítá se mezi synantropní druhy rostlin, vyrůstá téměř na všech stanovištích, nedaří se ji pouze na kyselých a zamokřených půdách. Pokud má dostatek vlhkosti pro vyklíčení, může mít později i poměrně sucho. Při počáteční růstové fázi snese i nízké teploty. Její vegetační doba je krátká, jen 3,5 měsíce. Přirozeně roste na úhorech a polích, za příhodných podmínek vyroste mnoho jedinců pospolitě. Je světlomilná, při silném zastínění krní.
Rozmnožuje se výhradně semeny, na jedné rostlině jich může dorůst i několik tisíc. Klíčí velmi nepravidelně, část jich vyklíčí na podzim téhož roku po uzrání a mladé rostlinky přezimují a v růstu pokračují brzy z jara. Jiná semena klíčí až na jaře a další skupina semen zůstává po několik let připravených v semenné bance v půdě k vyklíčení ve vhodnou dobu.
V ČR je malý zájem o pěstování lničky seté, proto je registrováno jen málo vhodných odrůd. Pokud se týká šlechtění, patří tento druh mezi velmi plastické druhy, daří se získávat odrůdy s požadovanými vlastnostmi. Dozrává ještě před řepkou olejkou a sklízí se běžnými obilnými sklízecími mlátičkami.

## Význam
Z dřívějších dob je lnička setá známa jako plevel v obilovinách a lnu, nyní je tato situace již minulostí. V současnosti se pěstuje pro semena obsahující 30 až 40 % vysychavého oleje. Z 1 ha se jich sklidí asi 1,5 až 2 t (řepka olejka 2,5 t/ha). V České republice se nyní téměř nepěstuje.
Lničkový olej je svým složením podobný spíše lněnému než řepkovému oleji. Má vysoký obsah kyseliny linolové, a proto může rychle podlehnout oxidaci, obsahuje téměř shodné množství vitamínu E jako řepkový nebo lněný a má relativně vysoký obsah cholesterolu. Surový olej je vzhledově i chuťově nevyhovující, musí se rafinovat.
Olej je velmi vhodný i pro technické účely. Nyní se používá dovážený olej v kosmetice (mýdla, krémy atd.) a jako komponenty pro bionaftu, laky, barvy a fermeže. Lničkový olej lze využít jako zdroj v naší stravě nedostatkových omega 3 mastných kyselin ve studené kuchyni, případně v doplňcích stravy. Lničkový olej obsahuje i menší množství kyseliny erukové. Nařízení Komise (ES) č. 1881/2006 v platném znění povoluje obsah kyseliny erukové u lničkového oleje do 5 %, což více než u řepkového oleje. Podle nařízení Komise (EU) č. 2017/2017 (Katalog pro krmné směsi) lze semeno lničky, pokrutiny (výlisky, expelery) a extrakční šroty přidávat do krmných směsí. S některými kultivary lničky seté je také uvažováno jako s potenciální energetickou rostlinou, rychle roste a má slámu vhodnou pro spalování.

## Taxonomie
Ve volné přírodě Česka se lnička setá vyskytuje ve dvou poddruzích, jeden je původní a druhý byl introdukován.
- Lnička setá pravá (Camelina sativa (L.) Crantz subsp. sativa, jarní forma; původní,
- Lnička setá Zingerova (Camelina sativa (L.) Crantz subsp. zingeri (Mirek) Smejkal, podzimní forma, mohutnější rostlina s více semeny; neofyt.[2][8][9]

## Ohrožení
Intenzifikací zemědělství, čistěním osiva a dodržováním agrotechnických opatření volně rostoucí lnička setá postupně mizela ze svých tradičních stanovišť. V roce 2000 byly "Černým a červeným seznamem cévnatých rostlin České republiky" oba její poddruhy prohlášené za nezvěstné taxony (A2). Novější obdobná publikace "Seznam cévnatých rostlin květeny České republiky" z roku 2012 se o nezvěstností nebo ohrožení lničky seté již nezmiňuje.